# Juri Judt
Juri Judt (Karagandi, 1986. július 24. –) német-kazahsztáni származású labdarúgó, aki Német korosztályos válogatottban is szerepelt.

## Pályafutása

### Klub

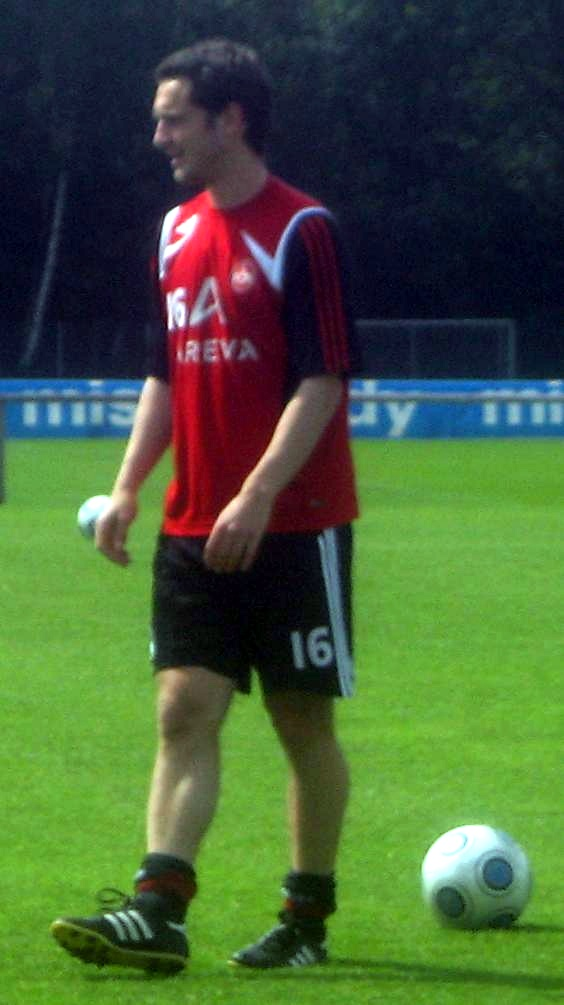
Judt a Nürnberg színeiben

Judt német-orosz szülőktől származik és a Szovjetunióban született, de szüleivel Németországba költöztek. 1996 januárjában 9 évesen került az FC Bayern Kickers Nürnberg csapatához. 1999 áprilisában csatlakozott a Greuther Fürth akadémiájához. Végig ment a korosztályos csapatokon. A 2005-06-os szezon során debütált a felnőttek között, ahol hamar alap emberre lett a Bundesliga 2-ben szereplő csapatnak.
A 2007-08-as szezon második felében a kispadra szorult. A következő szezont már a rivális 1. FC Nürnberg csapatában kezdte meg. Első alkalommal a kezdőben a Rot Weiss Ahlen ellen került. Ezt követően a Bayern München ellen. A bajnokságban a MSV Duisburg ellen debütált. A második csapatban is pályára lépett egy alkalommal a szezon során. 21 bajnokin lépett pályára első szezonjában és mivel csapata a 3. helyen végzett, így osztályzott játszott az Energie Cottbus ellen. Mindkét mérkőzést megnyerték és az első találkozón Judt is lehetőséget kapott.
A 2009-10-es szezont a Bundesligában töltötte csapatával. Az Eintracht Frankfurt ellen debütált az első osztályban. 18 bajnokin lépett pályára a szezon során és 906 percet töltött a pályán. A Werder Bremen ellen gólpasszt is kiosztott. Mindkét megnyert osztályzó mérkőzésen pályára lépett a sérült Dennis Diekmeier helyén. A következő szezonban továbbra is alapemberre volt csapatának, egészen a szezon második feléig, amikor is Timothy Chandler kiszorította a kezdőből. Ezek után a lejáró szerződését nem hosszabbította meg.
2012 nyarán csatlakozott az RB Leipzig csapatához. 26 bajnokin 1 gólt szerzett, majd a 2013 decemberében távozott a klubtól. 2014 januárjában a Saarbrücken csapatába igazol, de itt csak 5 bajnoki mérkőzésen szerepelt. A 2014-15-ös szezont a Rot-Weiß Erfurt csapatának játékosaként kezdte meg.

### Válogatott
2004 és 2007 között a Német korosztályos válogatott tagja volt (U18, U20, U21).